# Ophiorrhiza longii
Ophiorrhiza longii är en måreväxtart som beskrevs av John Richard Ironside Wood. Ophiorrhiza longii ingår i släktet Ophiorrhiza och familjen måreväxter. Inga underarter finns listade i Catalogue of Life.